# USS Yankee (1892)
El USS Yankee, originalmente llamado El Norte, un vapor botado el 14 de junio de 1892 y entregado el 15 de agosto de 1892 en Newport News, Virginia, por la Newport News Shipbuilding & Drydock Co. para la Southern Pacific Railroad's Morgan Line. El buque fue adquirido por la Marina de los Estados Unidos a la Southern Pacific Company el 6 de abril de 1898. El buque fue rebautizado y comisionado en Nueva York el 14 de abril de 1898, con el comandante Willard H. Brownson al mando para operar en la Guerra hispano-estadounidense de ese año.

## Hundimiento
Tras la inspección a principios de julio de 1908, el buque reanudó su entrenamiento habitual. Con los reservistas de la milicia naval o los guardiamarinas de la Academia Naval embarcados, pasó el verano de 1908 recorriendo la costa atlántica entre Boston y la bahía de Chesapeake. El 23 de septiembre de 1908, durante uno de esos ejercicios de entrenamiento, el Yankee encalló en Spindle Rock, cerca del faro Hen and Chickens. Permaneció allí hasta que fue reflotado el 4 de diciembre por la Arbuckle Wrecking Company. Sin embargo, su indulto duró poco. Mientras era remolcado a New Bedford el día que fue reflotado, se hundió en la bahía de Buzzards. El nombre del Yankee fue finalmente eliminado del Registro Naval de Buques el 17 de abril de 1912. Sus calderas y otros equipos fueron rescatados en 1917-1918.